# Xenambulacraria
Xenambulacraria es un clado de animales deuteróstomos que incluye al filo Xenacoelomorpha y el clado Ambulacraria este último incluyendo a los equinodermos y hemicordados. 
Fue propuesto en 2006 inicialmente incluyendo a Xenoturbellida y Ambulacraria posteriores estudios encontraron una relación hermana entre Xenoturbellida y Acoelomorpha. Dichos estudios han propuesto que Xenacoelomorpha represente el grupo basal de Bilateria ya que además de los análisis genéticos, estos animales carecen de ciertos órganos presentes en el resto de los bilaterales. Pero estudios moleculares recientes han sugerido que Xenacoelomorpha se relaciona estrechamente con Ambulacraria y que su posición basal es causada por la atracción de ramas largas debido a las altas tasas de evolución rápida que presentan las especies de Acoelomorpha, lo que hace empujar al filo a la base del árbol. Los xenaceolomorfos por el contrario serían deuteróstomos altamente reducidos y no bilaterales basales.
|              | Xenacoelomorpha                                                |
|              |                                                                |
| Ambulacraria | \| \| Hemichordata \| \| \| \| \| \| Echinodermata \| \| \| \| |
|              | \| \| Hemichordata \| \| \| \| \| \| Echinodermata \| \| \| \| |
|              | Hemichordata                                                   |
|              |                                                                |
|              | Echinodermata                                                  |
|              |                                                                |

|  | Hemichordata  |
|  |               |
|  | Echinodermata |
|  |               |

|              | Xenacoelomorpha                                                |
|              |                                                                |
| Ambulacraria | \| \| Hemichordata \| \| \| \| \| \| Echinodermata \| \| \| \| |
|              | \| \| Hemichordata \| \| \| \| \| \| Echinodermata \| \| \| \| |
|              | Hemichordata                                                   |
|              |                                                                |
|              | Echinodermata                                                  |
|              |                                                                |

|  | Hemichordata  |
|  |               |
|  | Echinodermata |
|  |               |